# هیروشی ناکاموتو
هیروشی ناکاموتو (انگلیسی: Hiroshi Nakamoto؛ زادهٔ ۲۲ اوت ۱۹۶۶) بازیکن بیسبال اهل ژاپن است.